# 1310

## Události
- 11. květen – v Paříži bylo upáleno 54 templářů
- 1. září – svatba Jana Lucemburského s Eliškou Přemyslovnou
- říjen–prosinec – Jan Lucemburský vypuzuje Jindřicha Korutanského z Čech, nastává éra Lucemburské dynastie

probíhající události
- 1307–1310 – Válka dvou královen

## Vědy a umění
- první zmínka o použití papíru v Čechách

## Narození
- 30. dubna – Kazimír III. Veliký, polský král († 5. listopadu 1370)
- 30. listopadu – Fridrich II. Míšeňský, míšeňský markrabě († 1348)
- ? – Laura de Noves, múza Francesca Petrarcy († 1348)
- ? – Guillaume Tirel, kuchař francouzského dvora († 1395)
- ? – Jana z Évreux, francouzská a navarrská královna jako manželka Karla IV. († 4. března 1371)
- ? – Sung Lien, čínský historik († 1381)
- ? – Urban V., papež († 19. prosince 1370)
- ? – Roger Bernard III. z Foix-Castelbonu, vikomt († 1350)
- ? – Johana Savojská, bretaňská vévodkyně († 1344)
- ? – Alžběta Sicilská, bavorská vévodkyně († 1349)
- ? – Eleonora z Guzmánu, metresa kastilského krále Alfonse XI. († 1351)
- ? – Alžběta Sicilská, italská šlechtična a bavorská hraběnka († 1349)

pravděpodobně narození
- Niccolò da Casola, italský právník, notář a básník († asi 1380)

## Úmrtí
České země
- 4. července – Jindřich I. z Rožmberka, český šlechtic (* ?)

Svět
- 17. února – Alexius Falconieri, florentský kupec a jeden ze sedmi zakladatelů řádu servitů (* po roce 1200)
- 25. května – Ota III. Korutanský, hrabě tyrolský a gorický (* 1265)?
- 1. června – Marguerite Porete, představitelka francouzské mystiky (* mezi 1250 a 1260)
- 5. června – Amaury z Tyru, jeruzalémský konetábl (* 1272)?
- 1. října – Beatrix Burgundská, paní z Bourbonu (* 1257/1258)
- 14. října – Blanka z Anjou, aragonská královna jako manželka Jakuba II. (* 1280)
- 10. prosince – Štěpán I. Bavorský, bavorský vévoda (* 1271)
- ? – Bajbars II., egyptský sultán (* ?)
- ? – Šlomo ben Aderet, židovský učenec (* 1235)
- ? – Georgios Pachyméres, byzantský historik, spisovatel, filozof (* 1242)
- ? – Thocomerius, valašský kníže a rumunský vévoda (* ?)

## Hlavy států
Jižní Evropa
- Iberský poloostrov
  - Portugalské království – Dinis I. Hospodář
  - Kastilské království – Ferdinand IV. Pozvaný
  - Aragonské království – Jakub II. Spravedlivý
- Itálie
  - Papež – **Klement V.
  - La serenissima – Pietro Gradenigo

Západní Evropa
- Francouzské království – Filip IV. Sličný
- Anglické království – Eduard II.
- Skotské království – Robert I. Bruce

Severní Evropa
- Norské království – Haakon V. Magnusson
- Švédské království – Birger Magnusson
- Dánské království – Erik VI. Menved

Střední Evropa
- Svatá říše římská – Jindřich VII. Lucemburský
  - České království – Jindřich Korutanský – Jan Lucemburský
  - Hrabství henegavské – Vilém III. z Avesnes
  - Hrabství holandské – Vilém III. z Avesnes
- Polské knížectví – Vladislav I. Lokýtek
- Uherské království – Karel I. Robert

Východní a jihovýchodní Evropa
- Litevské velkoknížectví – Vytenis
- Moskevská Rus – Jurij III. Daniilovič
- Bulharské carství – Teodor Svetoslav
- Byzantská říše – Andronikos II. Palaiologos

Blízký východ a severní Afrika
- Osmanská říše – Osman I. Gází
- Kyperské království – Amaury z Tyru – Jindřich II. Kyperský
- Mamlúcký sultanát – Al-Málik An-Násir Muhammad ibn Kalaún

Afrika
- Habešské císařství – Ouédem-Arad